# Moviment República de Baixa Califòrnia
El moviment República de Baixa Califòrnia és un moviment separatista que propugna la independència de la Baixa Califòrnia, formada pels estats de Baixa Califòrnia i Baixa Califòrnia Sud. És el primer moviment secessionista que passa a Mèxic després d'un segle que no hi havia moviments d'aquesta índole. Ha cobrat força el moviment en mesura que els dies passen.

## Història
El 2013 es va formar un moviment el qual proposa independitzar Baixa Califòrnia, formant la República Independent de Baixa Califòrnia; això ha estat a causa de les inconformitats de la població derivades de les injustícies del govern federal mexicà, causa de la manera centralista en què maneja seu govern. Aquest moviment constitueix més un acte de protesta que un intent seriós d'independència, la qual cosa s'ha propagat per tot el país.
El moviment va començar en Baixa Califòrnia, en el grup de Facebook proclamen la "independència de Baixa Califòrnia" per la intenció del govern federal d'incrementar l'IVA d'un 11 a un 16%, com es paga a la resta del país el qual va iniciar com un moviment de inconformitat que a poc a poc va anar canviant de rumb. Els empresaris bajacalifornianos van fer públic el seu manifest sobre la reforma de l'augment d'un 5% més d'impostos, cosa que va provocar un desacord per part d'alguns membres de la Cambra de Comerç (CANACO).
Ciutadà bajacalifornià que utilitza el pseudònim de Joaquim Murrieta és un dels principals simpatitzants que van iniciar el moviment com un rebuig a les propostes del govern centralista mexicà sobre l'augment d'IVA a la frontera. La reforma fiscal i el moviment República de Baixa Califòrnia va començar a despertar altres sentiments independentistes en altres estats en contra de l'anomenat Govern Centralista.
El 30 d'octubre es va presentar la nova bandera i moneda pròpia en un concert de rock a la ciutat de Tijuana, i es realitza la primera manifestació massiva anomenada la Caravana del Repudi, que es durà a terme a Tijuana i Mexicali el dia 10 de novembre.